# Rafe M. Brown
Rafe Marion Brown (* 1. Oktober 1968) ist ein US-amerikanischer Herpetologe und Naturschützer. Sein Forschungsschwerpunkt ist die Herpetofauna der Philippinen, Südostasiens und des westlichen Pazifiks.

## Leben
Brown ist der Sohn von Walter und Lucia Brown, geborene Hopple. Nach dem Highschoolabschluss an der Putney School in Putney, Vermont, trat er in das Reed College in Portland, Oregon, ein. 1991 wechselte er zur Miami University in Oxford, Ohio, wo er im Mai 1994 den Bachelor of Arts erlangte und im Mai 1997 zum Master of Science graduierte. Im September 1997 trat er in die University of Texas in Austin ein, wo er im Mai 2004 mit der Dissertation Evolution of Ecomorphological Variation and Acoustic Diversity in Mate-Recognition Signals of Southeast Asian Forest Frogs (subfamily Platymantinae) unter der Leitung von David C. Cannatella zum Ph.D. promoviert wurde. Seit Januar 2005 ist er Chefkurator am Biodiversity Institute der University of Kansas in Lawrence.
Brown verwendet molekulare Marker in Verbindung mit statistischen Ansätzen um Hypothesen über Artgrenzen, Verbreitung, Ausbreitung, Isolation und Diversität zu untersuchen. Fragen der Abstammungsdiversifikation und artspezifische Reaktionen auf biogeographische Muster stehen bei seiner empirischen Arbeit auf Inselarchipeln im Vordergrund. Er betreibt hauptsächlich Feldarbeit auf den Philippinen, Indonesien und auf den Salomonen, wo er einen vergleichenden, mehrere Taxa umfassenden, Ansatz für biogeographische Untersuchungen von Landwirbeltieren anwendet. Brown ist ferner in Biodiversitäts- und Taxonomiestudien involviert und engagiert sich für den Schutz von Amphibien und Reptilien in Südostasien.
Brown ist Co-Erstbeschreiber von rund 70 Reptilienarten, darunter aus den Gattungen Brachymeles, Calliophis, Cyrtodactylus, Draco, Gekko, Hemiphyllodactylus, Luperosaurus, Malayotyphlops, Parvoscincus, Pseudogekko und Varanus.

## Dedikationsnamen
Im Jahr 2007 wurde die Froschart Platymantis paengi nach Rafe M. Brown benannt. Das Artepitheton paengi steht für Paeng, was im Tagalog der Spitzname für Personen mit dem Vornamen Rafael ist.